# Blaise Compaoré

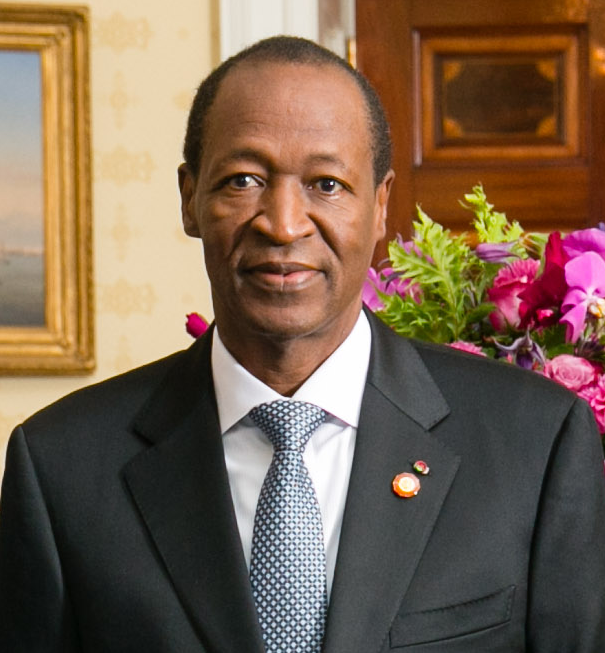
Blaise Compaoré im Weißen Haus (USA), 27. August 2014

Blaise Compaoré (* 3. Februar 1951 in Ouagadougou, Obervolta, heute Burkina Faso) ist ein burkinischer Politiker, der  von 1987 bis 2014 Präsident des westafrikanischen Staates Burkina Faso war. Er kam 1987 durch einen Putsch an die Macht, bei dem sein Amtsvorgänger Thomas Sankara ermordet wurde. Bei Wahlen in den Jahren 1991, 1998, 2005 und 2010 wurde er im Amt bestätigt. Sein Versuch, seine Präsidentschaft durch eine Verfassungsänderung nochmals zu verlängern, führte 2014 zu Unruhen und seinem Sturz. Compaoré floh in die Elfenbeinküste. Im Oktober 2021 begann ein Prozess vor einem Militärgericht in Ouagadougou gegen Compaoré und 13 andere Angeklagte. Im April 2022 wurde Compaoré wegen Beteiligung an der Ermordung von Thomas Sankara in Abwesenheit zu lebenslanger Haft verurteilt.

## Leben

### Militärische Ausbildung
Nachdem Compaoré seine Kindheit in Ziniaré nordöstlich der Hauptstadt Ouagadougou verbracht und das Abitur abgelegt hatte, begann er eine militärische Ausbildung in Kamerun, die er in Frankreich und Marokko weiterführte. Im Jahre 1982 wurde er zum Hauptmann (capitaine) in der obervoltaischen Armee ernannt.

### Beteiligung an Sankaras Revolution
Als Weggefährte und Freund von Thomas Sankara gehörte er zu der Gruppe von Offizieren, die diesen durch einen Staatsstreich gegen Präsident Jean-Baptiste Ouédraogo am 4. August 1983 an die Macht brachte. In den folgenden drei Jahren hatte er verschiedene Ministerposten inne.

### Präsidentschaft

#### Putsch und Amtsantritt
Bei einem Putsch am 15. Oktober 1987 wurde Präsident Thomas Sankara ermordet. Blaise Compaoré, der den Putsch anführte, wurde an diesem Tag der sechste Präsident von Burkina Faso. Er begründete den Putsch mit der Behauptung, er habe den Sankarismus vor Sankara schützen müssen. Dieser habe immer öfter einsame, schwer zu durchschauende Entscheidungen getroffen. Eine korrigierende Politik müsse sichergestellt werden. Die neue Politik wurde als rectification (frz. für „Berichtigung“) der Revolution von 1983 bezeichnet.

#### Wahl 1991
1991 wurde die von Compaoré initiierte Verfassung der Vierten Republik per Referendum angenommen. Compaoré wurde durch Wahlen, die von der Opposition boykottiert wurden, im Amt bestätigt. Die Wahlbeteiligung lag bei 27 Prozent.

#### Wiederwahl 1998
Im November 1998 fanden erneut Wahlen statt, bei denen Blaise Compaoré für weitere sieben Jahre gewählt wurde. Im Dezember 1998 wurden der oppositionelle Journalist Norbert Zongo und drei Begleiter erschossen in Zongos ausgebranntem Auto aufgefunden. Zongo hatte zuvor begonnen, über die Ermordung eines Chauffeurs von Compaorés Bruder François zu recherchieren. Zongos Ermordung löste Proteste, Gewalt und eine nationale Krise aus. Erst im Jahr 2015 kam es zu Anklagen in dem Mordfall.
Präsident Compaoré sah sich aufgrund anhaltender Proteste gezwungen, eine „Regierung der nationalen Einheit“ zu bilden und Beschneidungen der eigenen Machtfülle in Kauf zu nehmen. Die innenpolitische Lage beruhigte sich in der Folge. Bei den Parlamentswahlen im Mai 2002, die ordnungsgemäß abliefen, verlor die Regierungspartei erheblich an Stimmen, blieb aber mit 58 von 111 Parlamentssitzen stärkste Partei.

#### Wiederwahl 2005

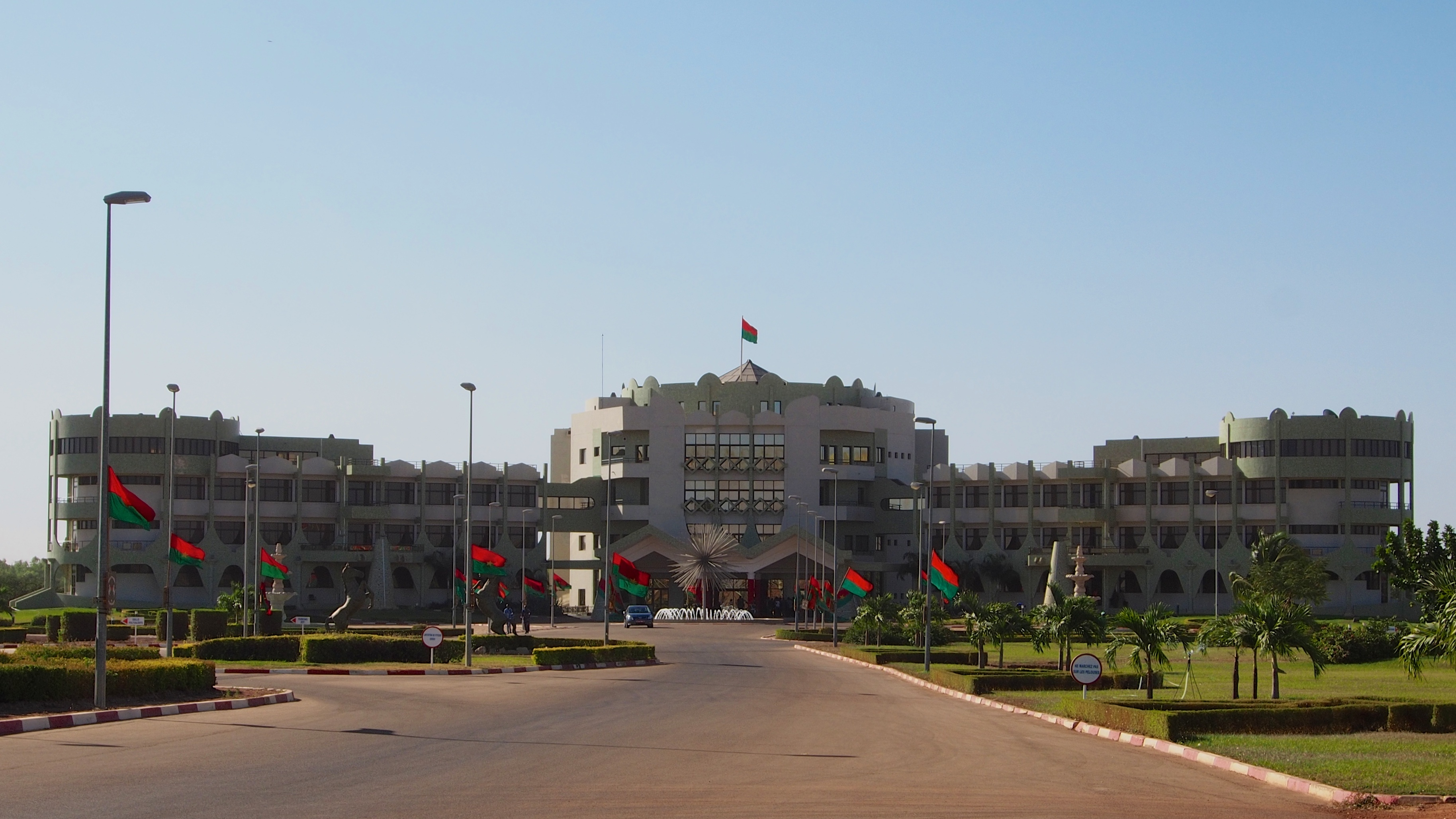
Palais Kosyam in Ouaga 2000, seit 2005 Sitz des Präsidenten von Burkina Faso

Eine Verfassungsänderung im Jahre 2000 begrenzte die Amtszeit des Präsidenten auf zwei Perioden von je fünf Jahren Dauer. Zugunsten einer erneuten Kandidatur Compaorés bei den Wahlen 2005 wurde argumentiert, dass er zwei Amtsperioden von sieben Jahren Dauer absolviert habe und er daher nach den Worten der später geänderten Verfassung durchaus die Möglichkeit habe, für zwei weitere fünf Jahre dauernde Amtszeiten zur Verfügung zu stehen.
Bei den Präsidentschaftswahlen am 13. November 2005 erreichte er nach Angaben der Wahlkommission im ersten Wahlgang rund 80 Prozent der Stimmen, während keiner seiner elf Konkurrenten mehr als 5 Prozent erreichte. Die Wahlbeteiligung wurde mit 57,5 Prozent angegeben. Da zum ersten Mal die gesamte Opposition teilgenommen hatte, wurde die folgende Amtszeit Compaorés als die erste wirklich demokratisch legitimierte angesehen.

#### Wiederwahl 2010
In derselben Argumentation wie 2005 trat Campaoré erneut zur Wahl an. Am 21. November 2010 wurde er wieder mit nominell über 80 Prozent Zustimmung bei sehr niedriger Wahlbeteiligung gewählt.

#### Versuchte Verfassungsänderung, Unruhen und Rücktritt 2014
Eine geplante Verfassungsänderung, die Compaoré eine fünfte Amtszeit ermöglichen sollte, wurde von der Opposition stark kritisiert und führte Anfang 2014 zur größten Demonstration seit langem. In der letzten Oktoberwoche weiteten sich die Proteste aus und führten zu Ausschreitungen. Am Vortag der Abstimmung im Parlament über die Verfassungsänderung hatten Gewerkschaften und Opposition zu einem Streik aufgerufen. Am 30. Oktober 2014, dem Tag der geplanten Abstimmung, entmachtete das Militär die Regierung und löste das Parlament auf. Armeechef Nabéré Honoré Traoré erklärte, bis zur Wiederherstellung einer verfassungsmäßigen Ordnung „binnen zwölf Monaten“ werde eine Übergangsregierung die Macht übernehmen. Am folgenden Tag trat Compaoré als Präsident zurück. Sowohl Traoré als auch der Vizechef der Präsidentengarde, Oberstleutnant Isaac Yacouba Zida, erhoben Anspruch auf den Posten des Übergangspräsidenten. Schließlich stellte sich die Militärführung einstimmig hinter Zida, auch Konkurrent Traoré unterzeichnete eine entsprechende Erklärung. Compaoré hatte zwischenzeitlich das Land verlassen und war in den Nachbarstaat Elfenbeinküste geflohen.

### Putsch der ehemaligen Präsidentengarde 2015
Am Nachmittag des 16. September 2015 stürmten bewaffnete Angehörige des Régiment de sécurité présidentielle (RSP), der ehemaligen Prätorianergarde des abgesetzten Compaoré, eine Regierungssitzung in Ouagadougou. Sie nahmen Übergangspräsident Michel Kafando und seinen Regierungschef Isaac Zida fest und führten diese ab. Drei Tage zuvor hatte die nationale Versöhnungskommission die Auflösung der bis dahin kasernierten Präsidentengarde beschlossen. Soldaten der RSP besetzten auch die Studios mehrerer Privatradios und schalteten die Sendeanlagen ab. Auch betroffen waren die Sendungen des Auslandsdienstes des französischen Radios. Einen Tag später verkündete ein Soldat im staatlichen Fernsehen, dass die Übergangsregierung des Amtes enthoben sei und das Militär im Land die Macht übernommen habe.
Der Putsch erfolgte weniger als einen Monat vor der geplanten Präsidentschaftswahl, von denen Compaorés Partei CDP ausgeschlossen war. Nach knapp einer Woche scheiterte der Putsch. Die Putschisten wurden verhaftet, die Präsidentengarde aufgelöst. Die Wahl fand dann, später als vorgesehen, am 29. November 2015 statt.

### Haftbefehl und Verurteilung
Blaise Compaoré lebt seit seinem Sturz 2014 im Exil in der Elfenbeinküste (Stand April 2022). Ein Militärgericht in Burkina Faso erließ am 21. Dezember 2015 einen internationalen Haftbefehl gegen Blaise Compaoré wegen des Verdachts der Beteiligung an der Ermordung Thomas Sankaras am 15. Oktober 1987. Der Leiter der Militärjustiz in Burkina Faso teilte am 25. Dezember 2015 mit, dass mit dem Außenministerium der Elfenbeinküste über die Auslieferung von Blaise Compaoré verhandelt werde. Zu einer Auslieferung kam es jedoch nicht.
Im Oktober 2021, 34 Jahre nach der Ermordung Thomas Sankaras, wurde vor einem Militärgericht in Ouagadougou ein Prozess gegen Blaise Compaoré und 13 weitere Angeklagte eröffnet. Die Anklage beantragte 30 Jahre Haft für Compaoré. Am 6. April 2022 verurteilte das Gericht ihn in Abwesenheit zu lebenslanger Haft wegen Angriffs auf die Staatssicherheit, Mittäterschaft bei der Ermordung Sankaras und Verbergen einer Leiche. Compaorés ehemaliger Sicherheitschef Hyacinthe Kafando und Armeeführer Gilbert Diendéré erhielten ebenfalls lebenslange Haftstrafen.

## Dokumentarfilm
- Une révolution africaine. Les dix jours qui ont fait chuter Blaise Compaoré. Regie: Gideon Vink, Boubakar Sangaré (2015, 120 min.)